# ハートランド (ニューブランズウィック州)

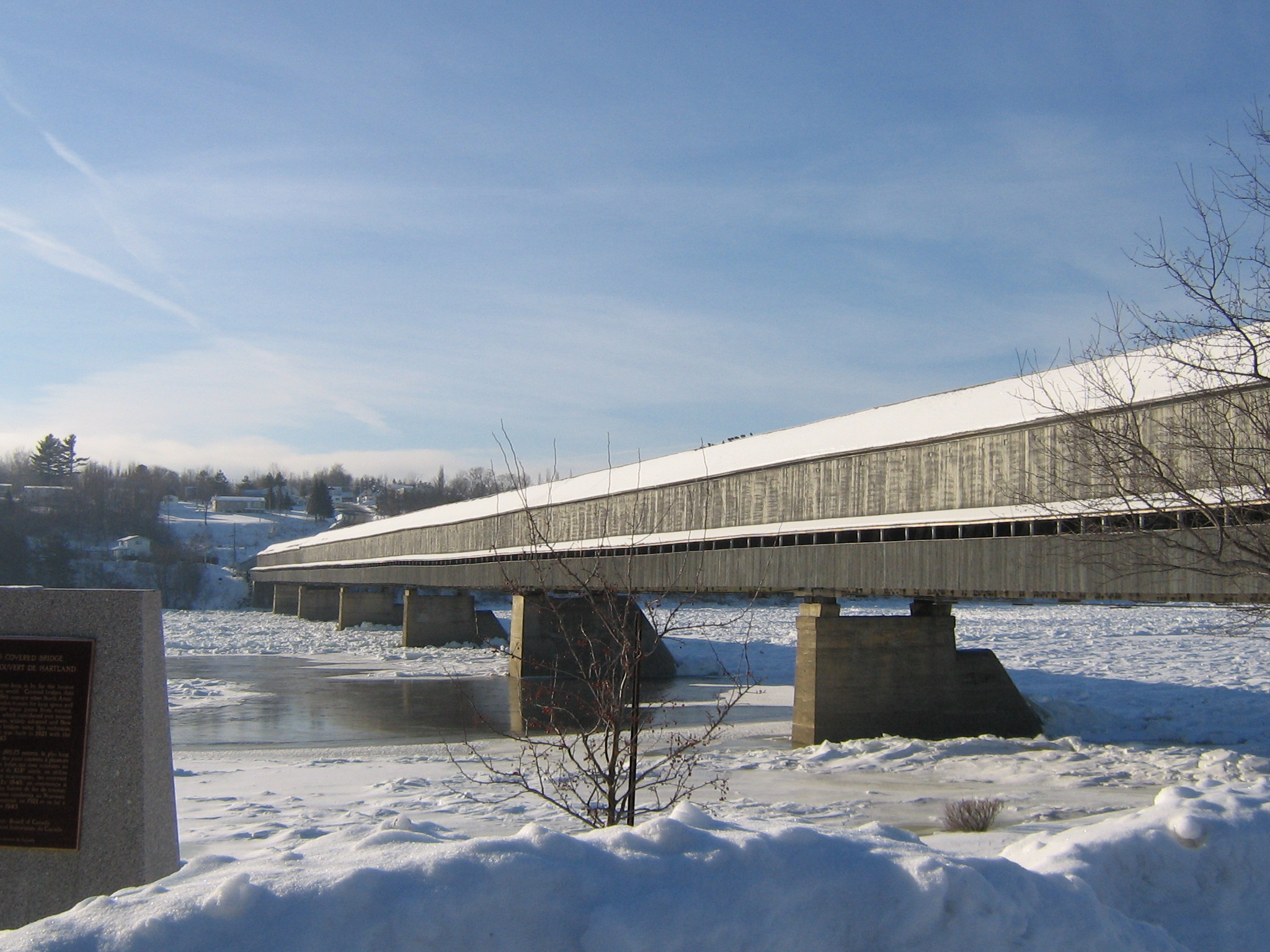
世界一長い屋根付き橋

ハートランド（英: Hartland）は、カナダのニューブランズウィック州中西部、セントジョン川岸にある町。カールトン郡内では農業の中心を担っている。
町は世界で一番長い屋根付き橋「ハートランド橋」があるため、観光地として知られる。1901年7月4日に開通し、橋の長さは390.75 m。国定史跡に指定されており、1921年に行われた改修で工事の一部として橋は屋根で覆われた。1945年には歩行者用の通路が増設された。
1802年に英国王党派の入植が始まった。町制が敷かれており、州内では最も人口規模の小さい町（Town）になっている。